# Siamo donne (singolo)
Siamo donne è un singolo delle cantanti italiane Sabrina Salerno e Jo Squillo, pubblicato nel 1991.
Con il brano le due cantanti hanno partecipato al Festival di Sanremo 1991.

## Descrizione
Siamo donne non ebbe una buona accoglienza al Festival di Sanremo, dove si classificò infatti al tredicesimo posto della classifica finale, mentre furono migliori i risultati di vendita. Il singolo riuscì infatti ad arrivare alla posizione numero undici nella classifica dei singoli più venduti e diventò uno dei tormentoni di quell'anno.
Il singolo è stato prodotto da Gianni Muciaccia e pubblicato dall'etichetta Casablanca in formato 7" e musicassetta singolo. Il lato B dell'edizione in 7" del singolo contiene una versione strumentale con un assolo di chitarra al posto delle voci, mentre la musicassetta, oltre al brano Siamo donne, contiene altri due brani: With A Boy Like You (cover di With A Girl Like You dei Troggs) e Whole Lotta Love (cover del celebre brano omonimo dei Led Zeppelin), cantate rispettivamente dalla Salerno e da Jo Squillo. Il brano Siamo donne è inoltre stato inserito nella riedizione del 1991 del terzo album di Sabrina Salerno Over the Pop. Come fatto notare da alcuni critici musicali, il pre ritornello «Attento che cadi!» utilizza involontariamente la stessa linea melodica del brano del 1983 No tengo dinero dei Righeira.

### Versioni soliste
Sabrina Salerno
Sabrina Salerno ha re-inciso la canzone da sola nell'estate del 1991, partecipando con il brano al Festivalbar. Questa versione, che contiene anche alcuni versi rap inediti in lingua inglese cantati dalla stessa Sabrina, è stata pubblicata come lato b del singolo Shadows of the Night, e resa disponibile come download digitale nel 2015.
Jo Squillo
Jo Squillo ha realizzato quattro differenti versioni da solista del brano: una del 1993 inserita nell'album della cantante Balla italiano, una nel 2006 riarrangiata dal produttore Pippo Muciaccia, una nel 2009, sempre da Pippo Muciaccia, realizzata in occasione dell'esibizione dell'artista allo stadio di San Siro per la manifestazione Amiche per l'Abruzzo e inserita nel suo eponimo album del 2012, e una nel 2014 dalle sonorità maggiormente dance arrangiata da Cristian Piccinelli e utilizzata da Jo Squillo nelle sue esibizioni a partire da quell'anno.

## Video musicale
Il brano è stato accompagnato da un videoclip, diretto da Stefano Salvati, in cui Sabrina Salerno e Jo Squillo eseguono la canzone, con alcune scene girate presso il lungomare di Sanremo.

## Tracce
7"
1. Siamo Donne – 3:38 (Giovanna Coletti)
2. Siamo Donne (Instrumental) – 3:38 (Giovanna Coletti)

Durata totale: 7:16
MC
1. Sabrina + Jo Squillo – Siamo Donne – 3:38 (Giovanna Coletti)
2. Sabrina – With A Boy Like You – 4:46 (Reg Presley)
3. Jo Squillo – Whole Lotta Love – 2:55 (Robert Plant, Jimmy Page, John Paul Jones, John Bonham)

Durata totale: 11:19

## Classifiche
| Classifica (1991)                       | Posizione raggiunta |
| --------------------------------------- | ------------------- |
| Italian Singles Chart                   | 11                  |
| Classifica italiana di fine anno (1991) | 86                  |

## Versione 2021
Nel 2021, in occasione del trentennale della pubblicazione di Siamo donne, Jo Squillo e Sabrina Salerno hanno reinciso il brano con un nuovo arrangiamento dance pop. La versione rilasciata come singolo è però quella cantata solamente da Jo Squillo; quella con la Salerno è stata utilizzata soltanto per il videoclip del brano e non pubblicata.

### Tracce
Download digitale
1. Siamo donne (2021 Version) – 3:28

Download digitale - Remix
1. Siamo donne (Tenaco Remix) – 2:40
2. Siamo donne (Heartmode Extended Mix) – 5:17

### Video musicale
Il brano, nella versione con Sabrina Salerno, è stato accompagnato da un videoclip diretto da YouNuts! e realizzato in collaborazione con Netflix, pubblicato sul canale YouTube e sui social network di Netflix Italia per promuovere la serie televisiva spagnola Sky Rojo, di cui vengono mostrati diverse scene all'interno del videoclip.